# 루이즈 드 라 발리에르 공작부인

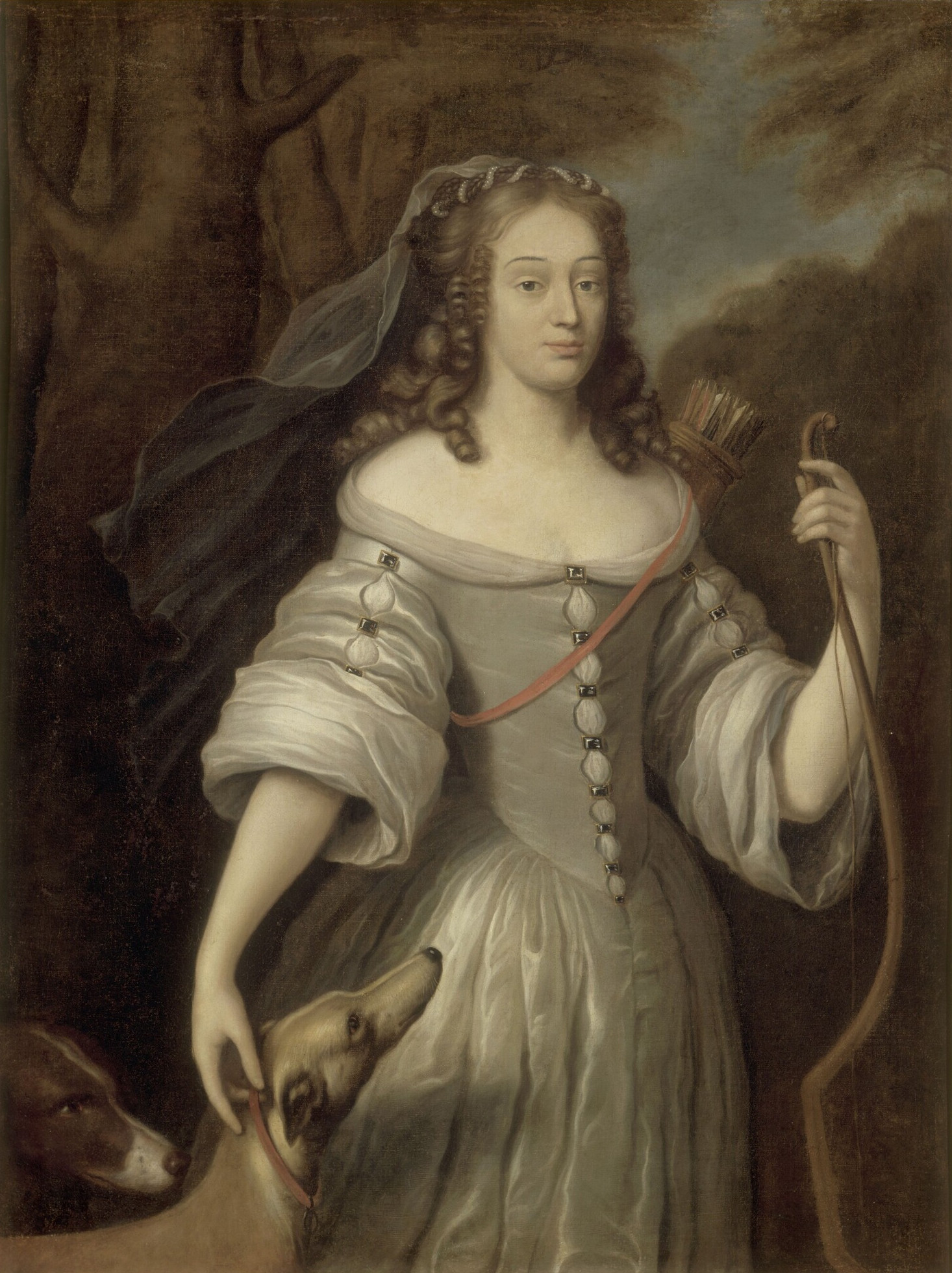

라발리에르와 보주르 공작부인 프랑수아즈 루이즈 드 라봄 르블랑(Françoise Louise de La Baume Le Blanc, Duchesse de La Vallière et de Vaujours, 1644년 8월 6일, 1710년 6월 7일)은 프랑스의 귀족으로 루이 14세의 애인으로 유명하다.

## 생애
본명은 프랑수아즈 루이즈 드 라 봄 르 블랑(Françoise Louise de La Baume Le Blanc)으로 아버지 사후 어머니가 생 레미 후작과 결혼하면서 블루아에 있는 오를레앙 공 가스통의 궁정에 출입하게 되었다. 루이즈는 오를레앙 공의 딸들(훗날의 토스카나 대공비 마르게리타 루이사, 기즈 공작 부인 엘리자베트, 사보이 공작 부인 프랑수아즈 마들렌느)과 함께 자랐다. 오를레앙 공이 죽자 그 아내인 로렌의 마르그리트는 딸들을 데리고 뤽상브르 궁전으로 이사했고 루이즈 또한 동행했다.
이후 루이즈는 필리프 드 프랑스와 결혼한 오를레앙 공작 부인 헨리에타 앤의 시녀가 되었다. 헨리에타 앤은 시아주버니인 루이 14세와 가까운 사이가 되었고 두 사람의 관계는 프랑스 궁정의 스캔들이 되었다. 추문을 막기 위해 헨리에타는 루이 14세와 밀회를 할 때마다 루이즈를 비롯한 자신의 측근들로 하여금 사람들의 주의를 따돌리게 했다. 이것이 계기가 되어 루이즈는 루이 14세의 눈에 띄었고 이내 그의 애첩이 되었다. 두 사람의 관계는 프랑스 궁정에서 공공연한 비밀이었고 왕비인 마리 테레즈조차도 이를 알고 있었다. 1663년 12월 19일 루이즈는 헨리에타 앤의 시녀직에서 물러나 비밀리에 아들 샤를을 낳았다. 이후에도 그녀는 루이 14세의 아이들을 낳았고 그 중 두 명이 살아남았다.
시간이 흐름에 따라 루이즈에 대한 루이 14세의 애정은 점차 식어갔다. 루이 14세는 루이즈와의 사이에서 태어난 딸 마리 안을 인지하였고, 루이즈에게 공작부인의 작위와 영지를 내렸지만 그럼에도 불구하고 그 무렵 가장 총애하고 있었던 상대는 마담 드 몽테스팡이었다. 루이즈는 왕의 관심과 애정이 마담 드 몽테스팡에게로 모조리 옮겨간 것을 가장 가까이에서 지켜봐야 했고 이를 무척 슬퍼했다고 한다. 루이즈는 결국 궁을 떠나 수도원에 들어갔고 아들 루이는 필리프 드 프랑스와 그의 두 번째 아내 팔츠의 엘리자베트 샤를로트가 맡아 양육하게 되었다. 그러나 루이 또한 젊은 나이에 요절하였고 루이즈는 30년 이상을 수녀원에서 지내며 경건한 생활을 보내다 1710년 죽었다.

## 자녀
- 마리 안 드 부르봉
- 루이 드 부르봉